# Breteil
Breteil é uma comuna francesa na região administrativa da Bretanha, no departamento Ille-et-Vilaine. Estende-se por uma área de 14,67 km². Em 2010 a comuna tinha 3 697 habitantes (densidade: 252 hab./km²).